# گیوم بوتازی

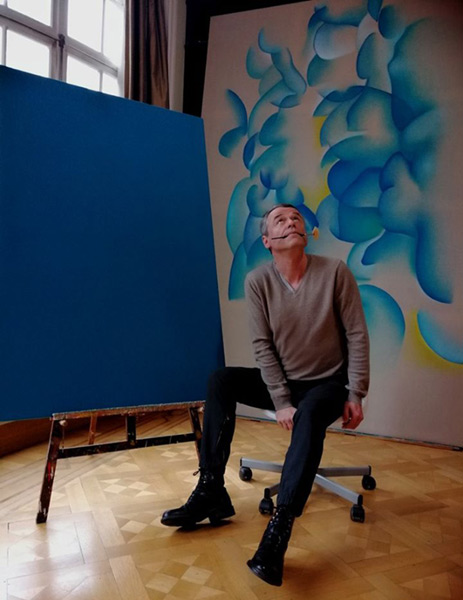
Bottazzi guillaume 2020

گیوم بوتازی (فرانسوی: Guillaume Bottazzi‎؛ زادهٔ ۲۵ ژوئیهٔ ۱۹۷۱ ‏(۵۳ سال))  یک هنرمند تجسمی و نقاش اهل فرانسه است.

## زندگی
گیوم بوتازی در ۱۷ سالگی تصمیم گرفت به کار هنری بپردازد. او شروع به تحصیل در رشته نقاشی در ایتالیا کرد. پس از بازگشت به فرانسه با برنده شدن در یک مسابقه، به استودیوی هنری که توسط وزیر فرهنگ فرانسه ایجاد شده بود نقل مکان کرد. به زودی خود را به جریانات هنری وارد کرد. گیوم بوتازی از پیشگامان جریان زیبایی عصبی است و بیش از صد اثر هنری را در فضای عمومی امضا کرده‌است. او از موزه‌های مختلف جهان، به عنوان مثال از موزه هنر موری سفارش‌هایی دریافت کرده‌است.

## نگارخانه

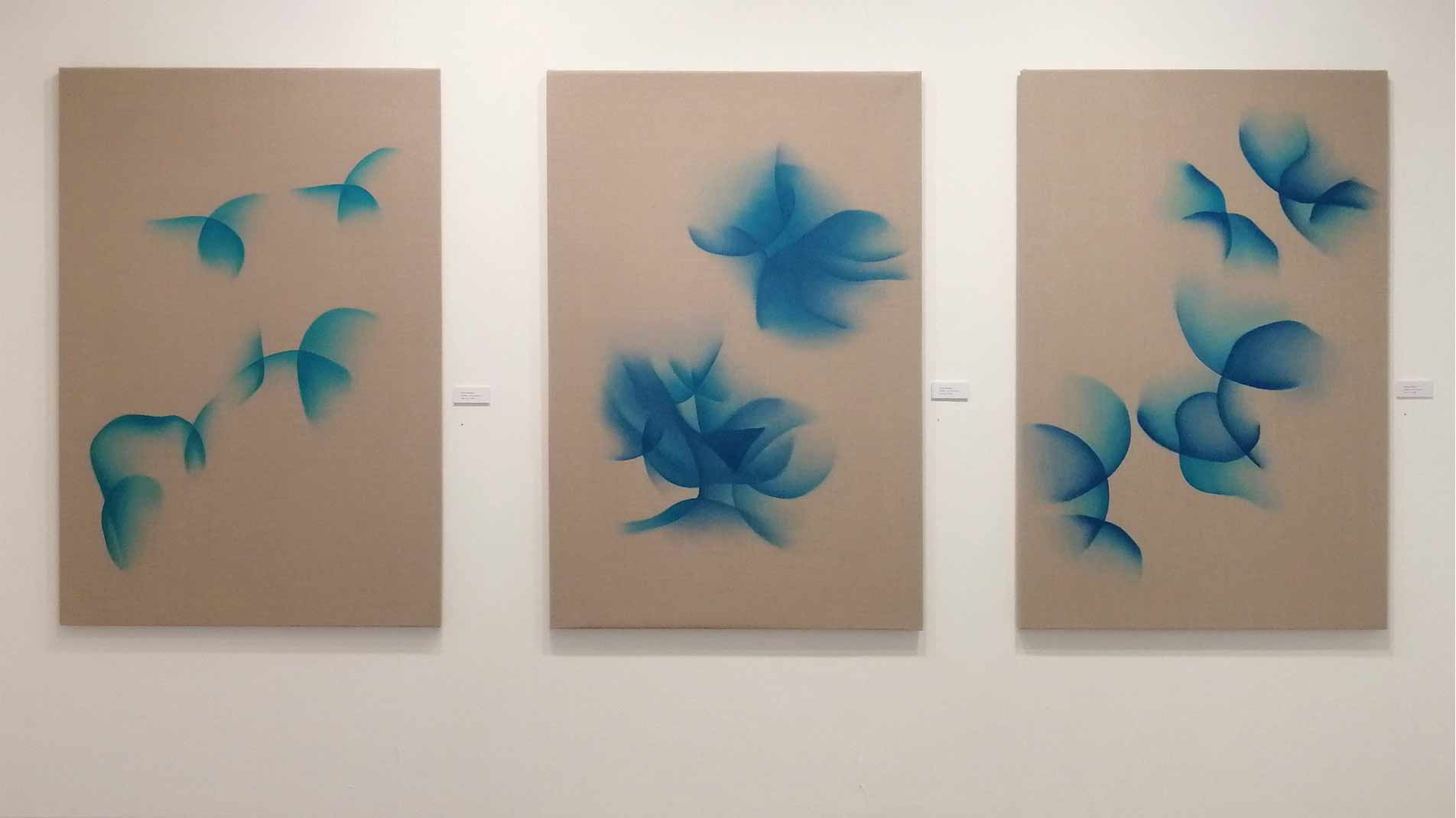
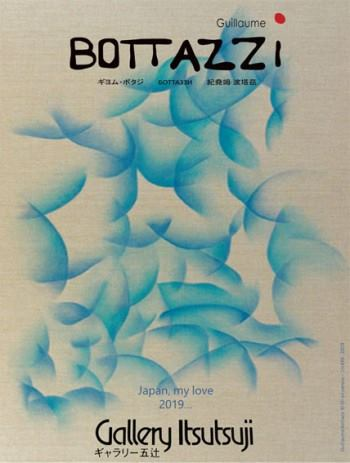
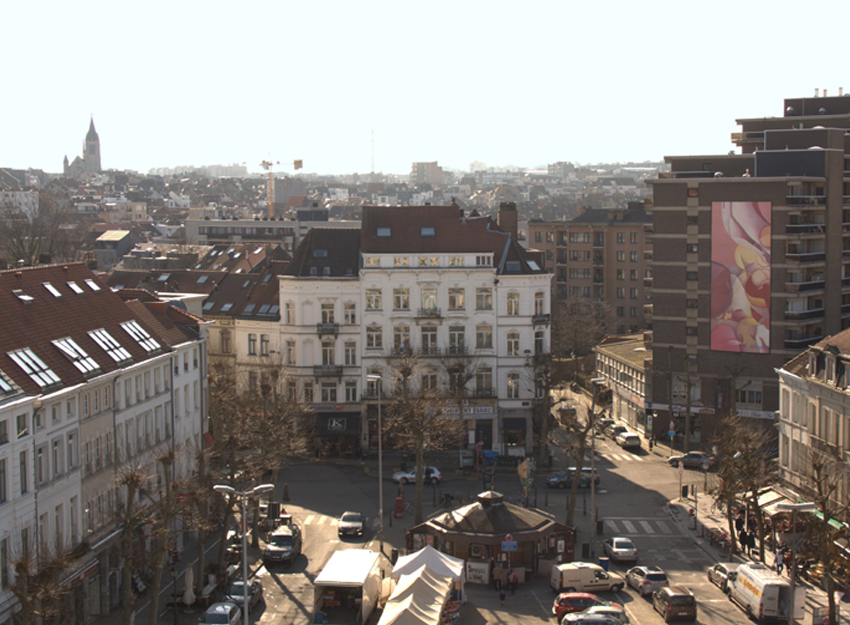
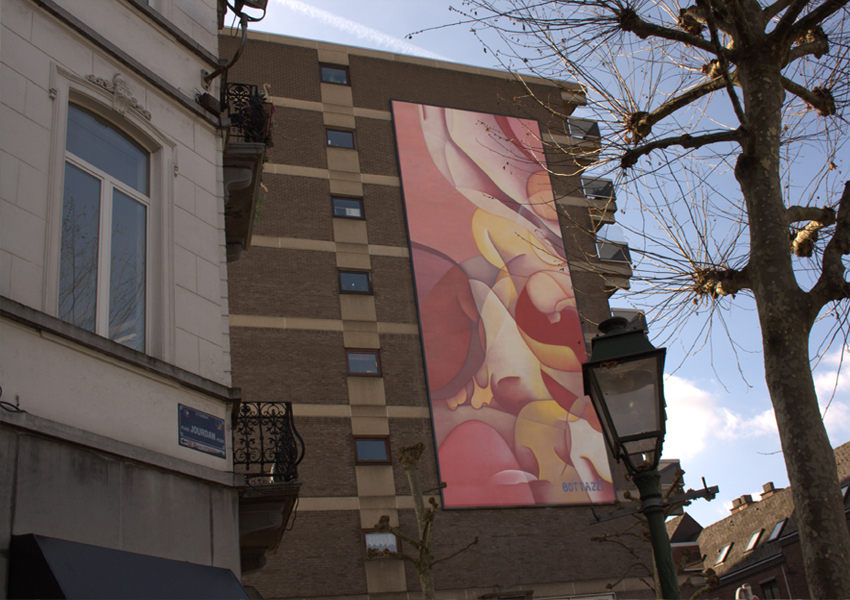
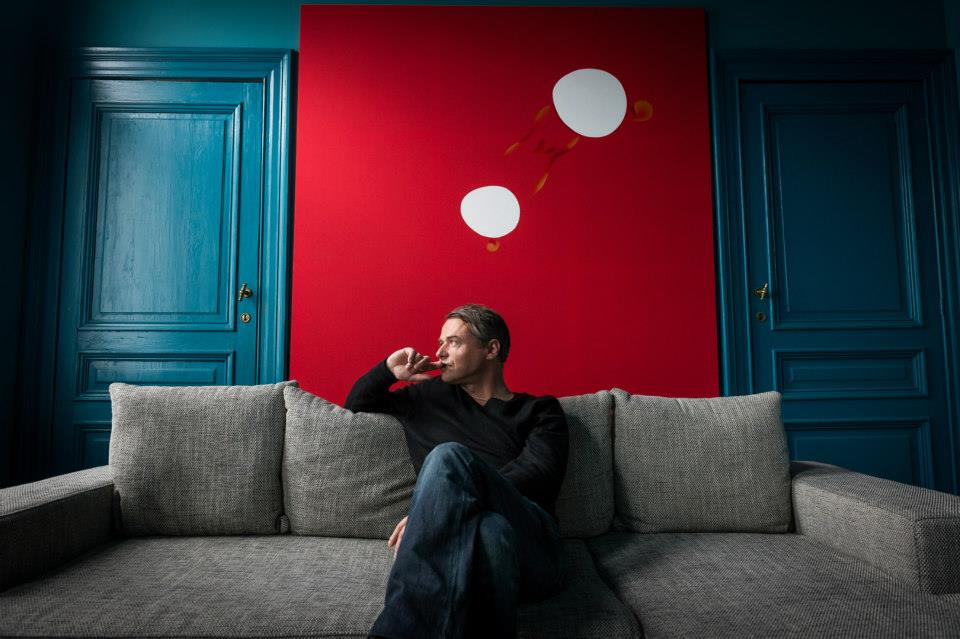
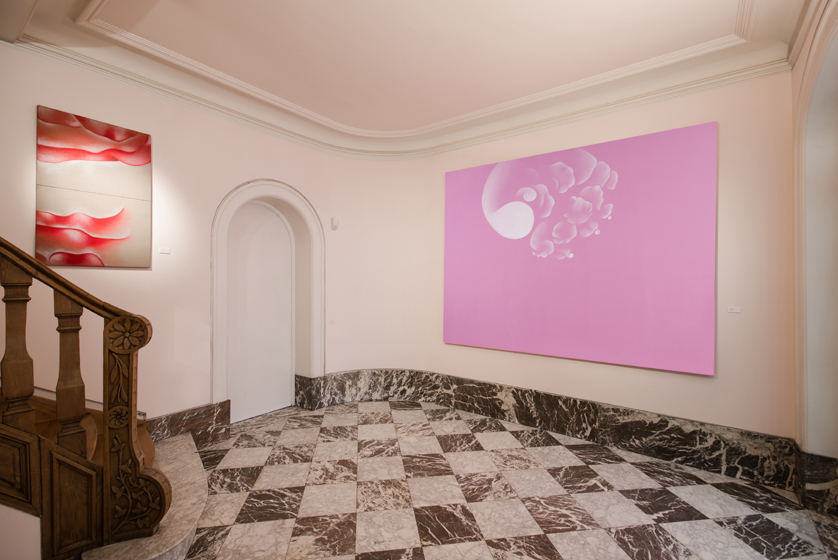
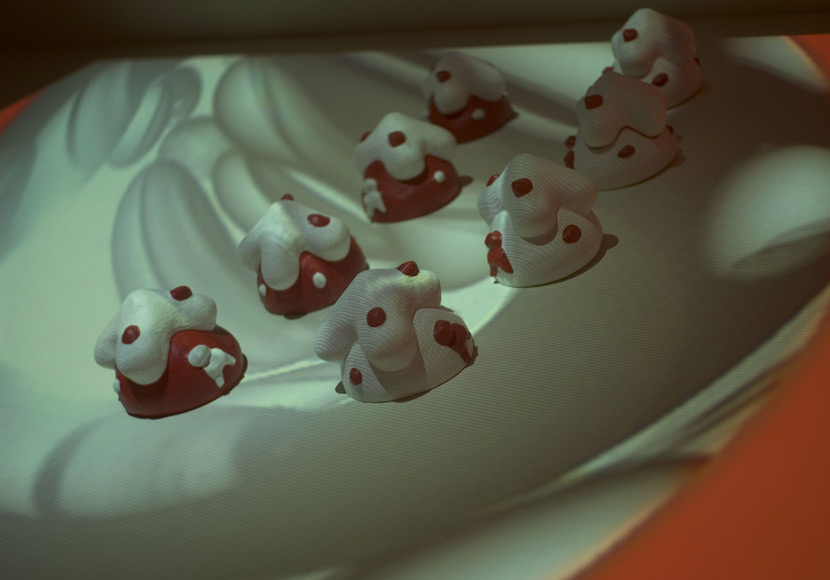
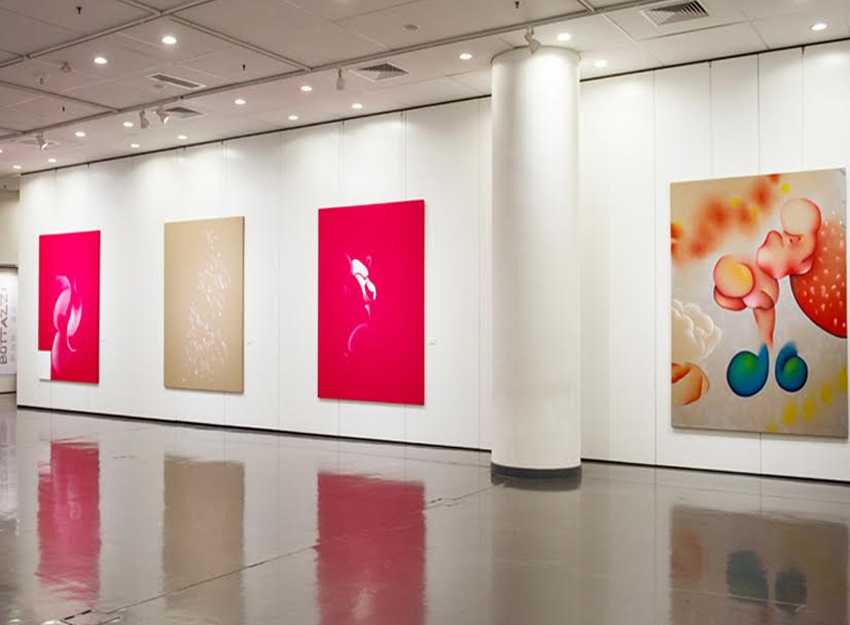
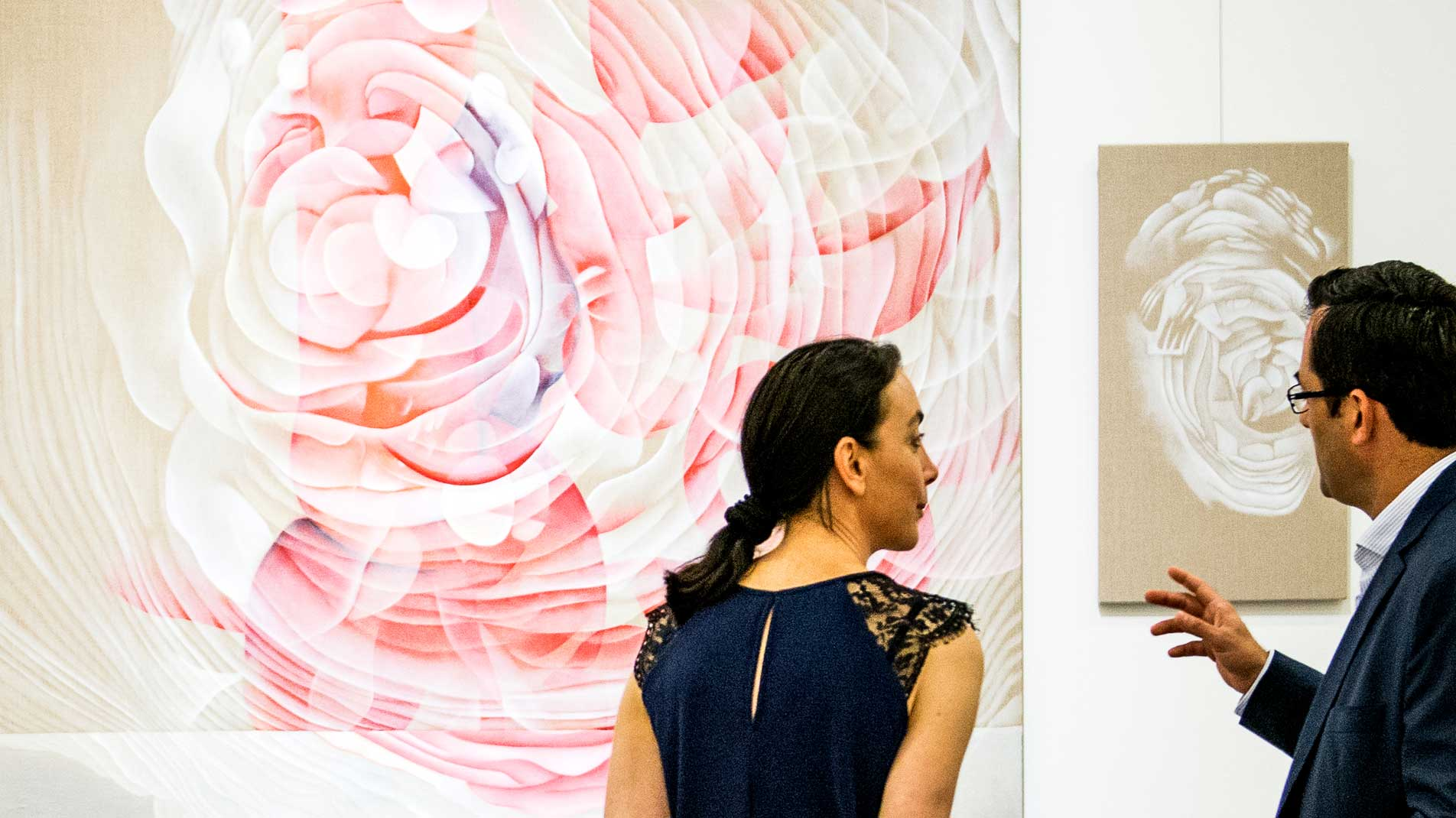
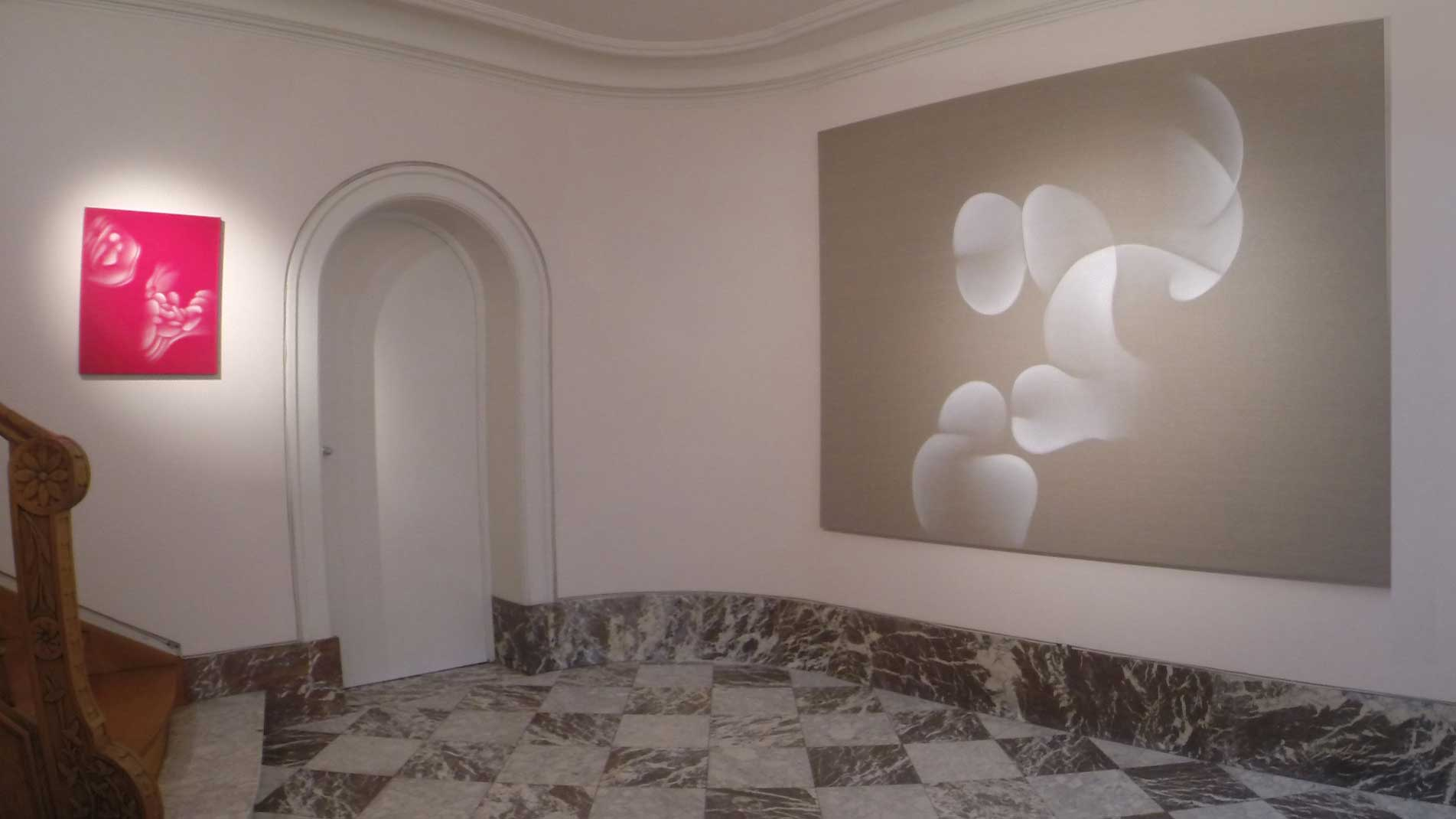
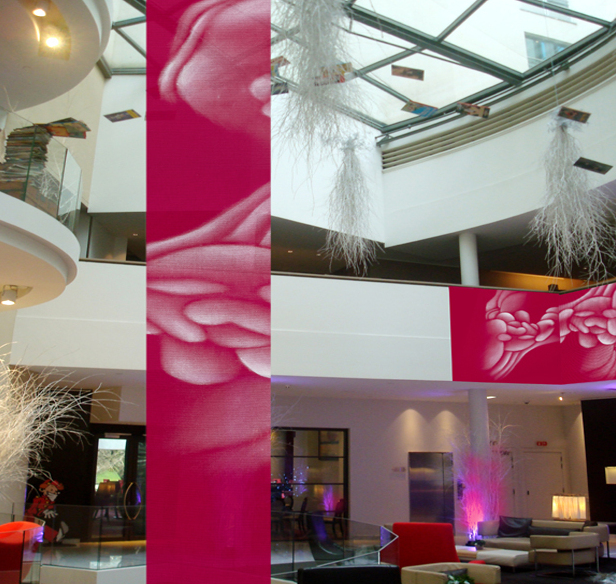
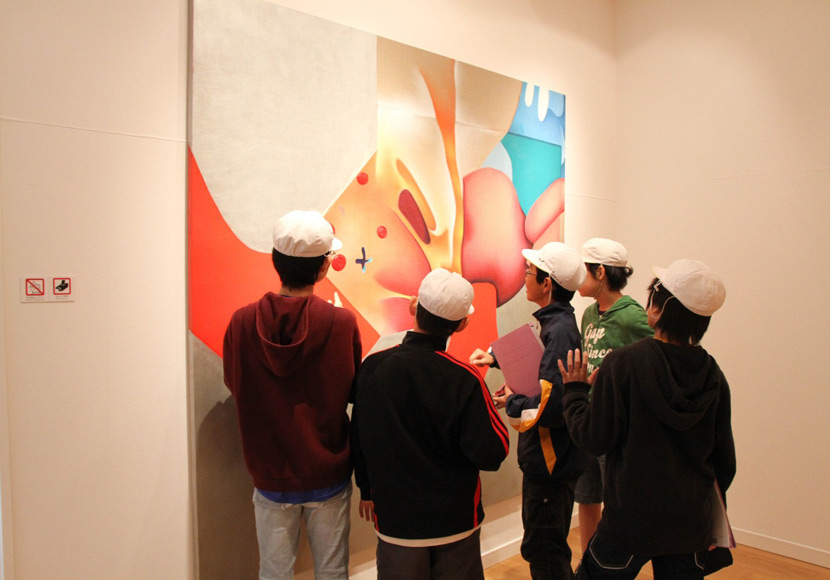
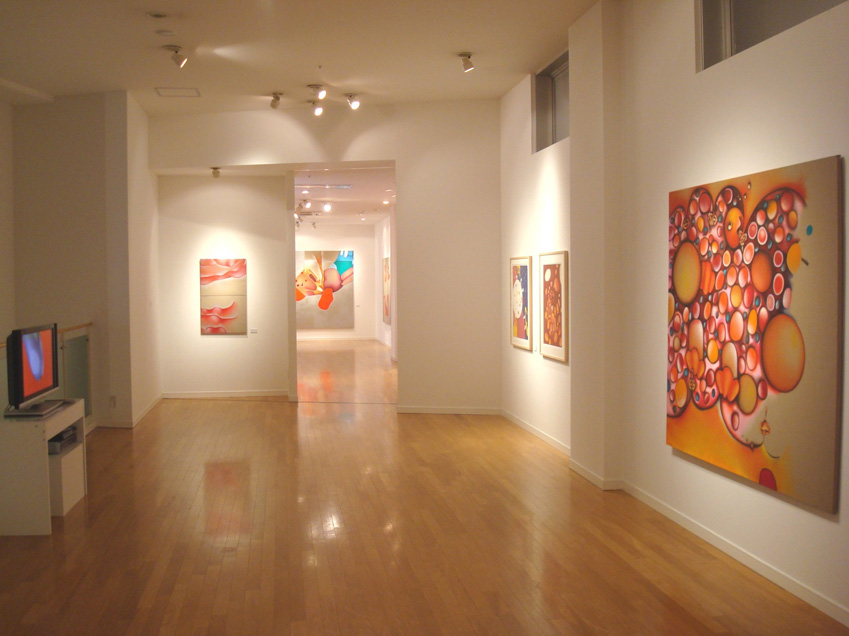
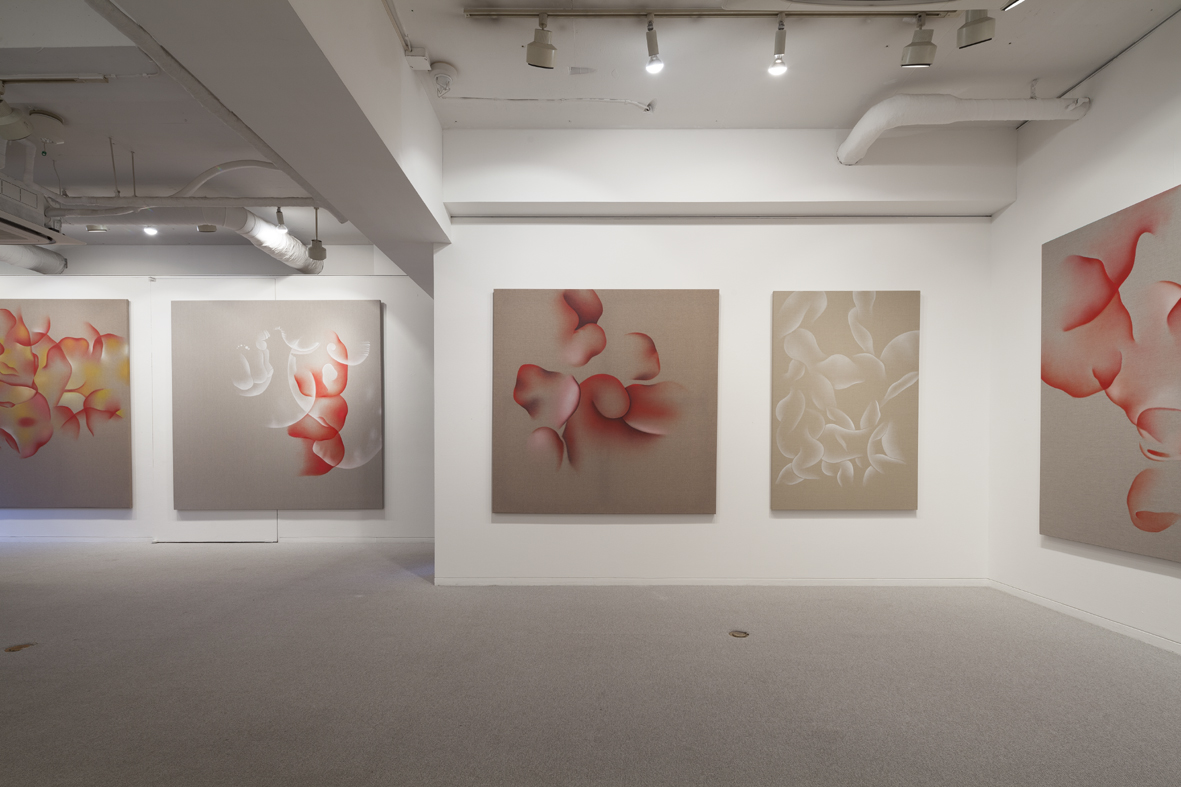
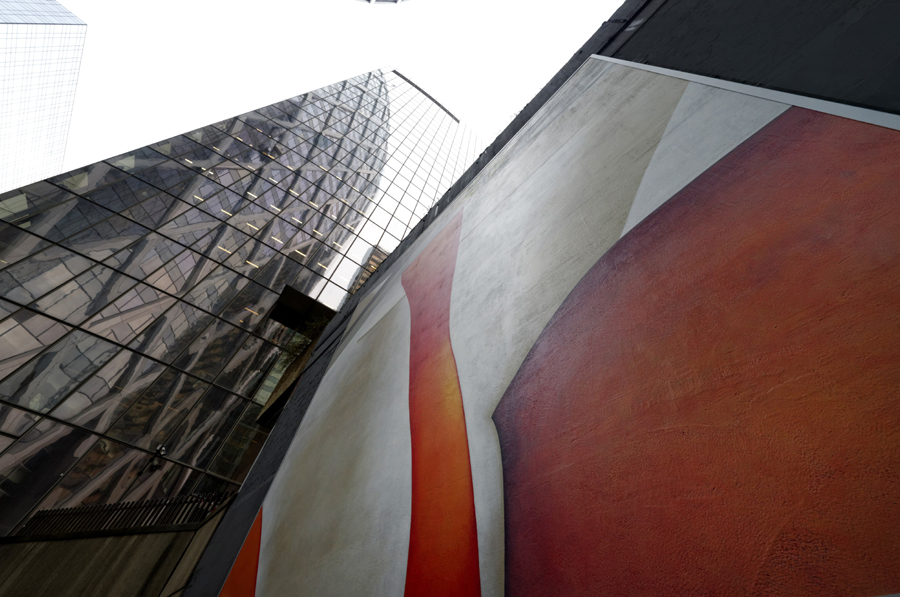
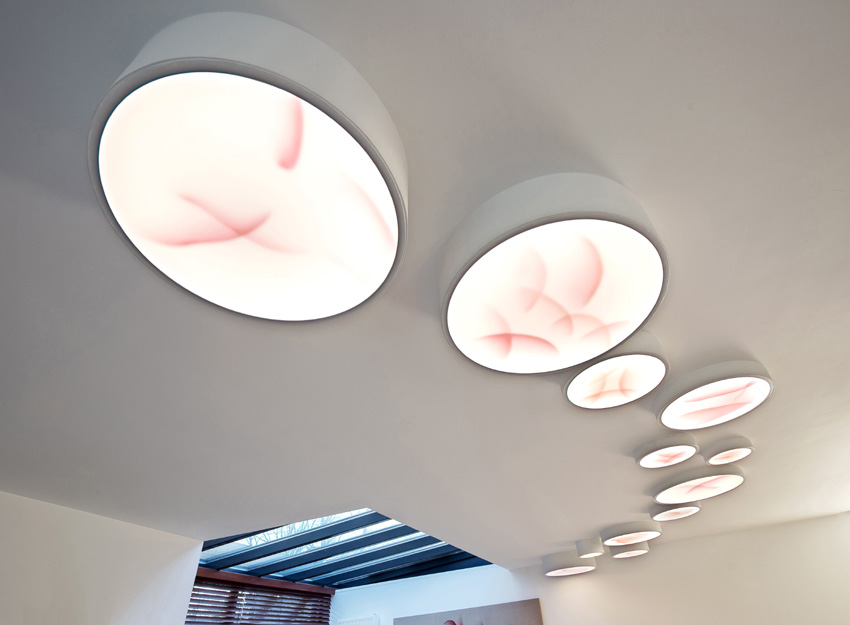